# Akarca, Avanos
Akarca là một thị trấn thuộc huyện Avanos, tỉnh Nevşehir, Thổ Nhĩ Kỳ. Dân số thời điểm năm 2011 là 1.797 người.